# Kijor
Ein Kijor (hebräisch כִּיּוֹר ‚Quadrat‘) ist ein Waschbecken, das der rituellen Reinigung der Hände dient.

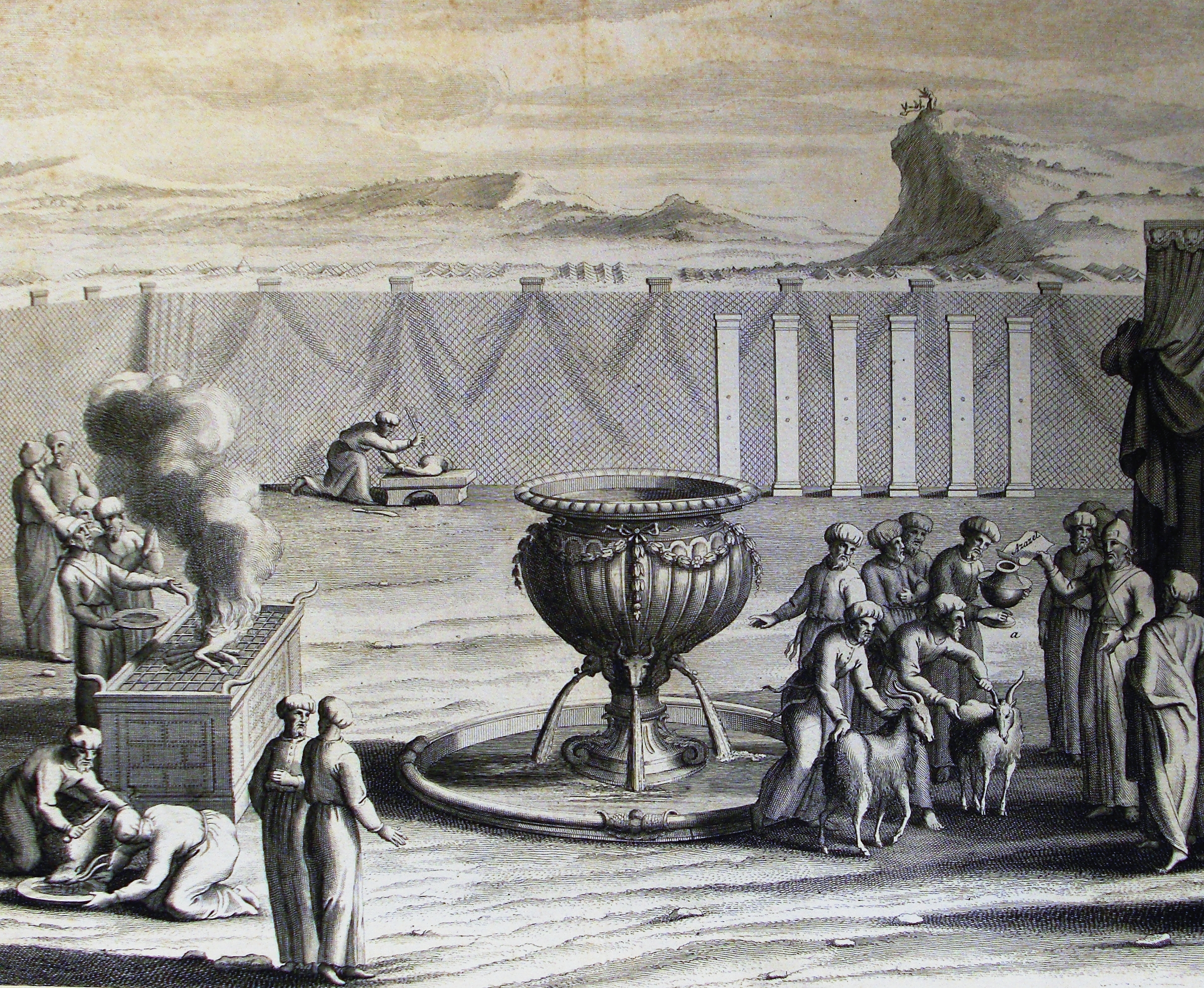
Waschbecken des Jerusalemer Tempels (Phantasiedarstellung)

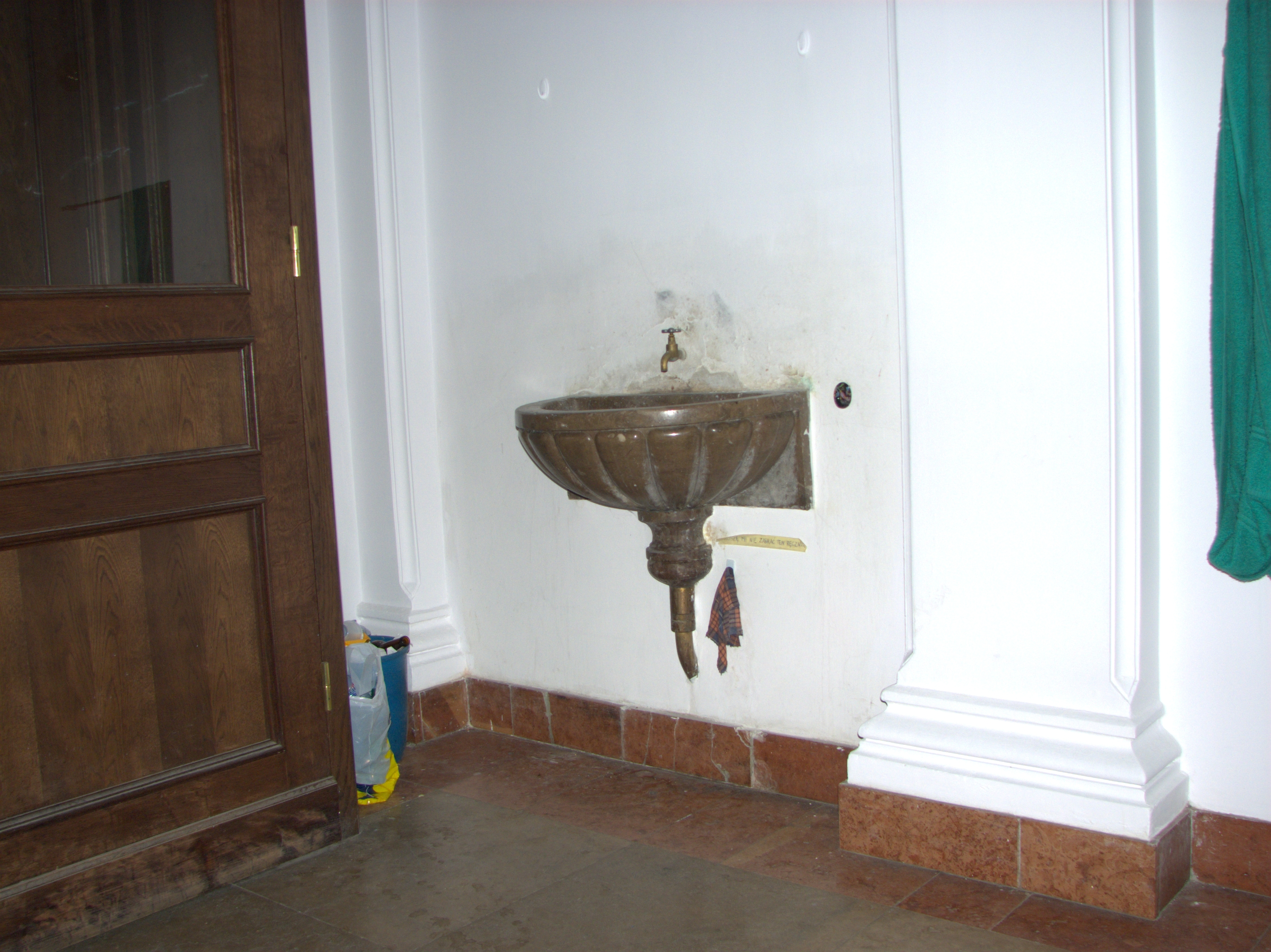
Kijor in der Nożyk-Synagoge in Warschau

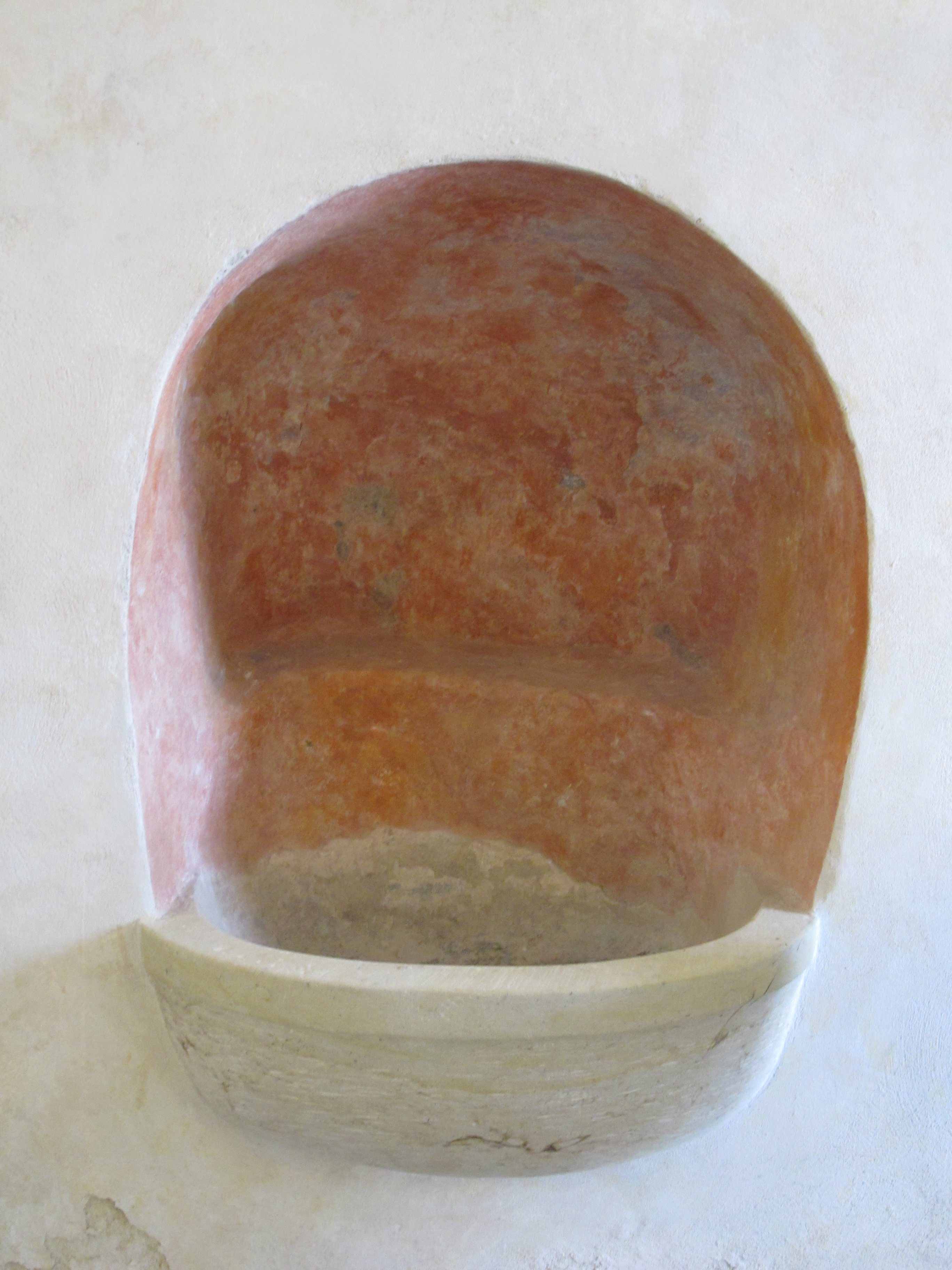
Kijor in der Synagoge von Turnov

Die zugehörige Vorschrift steht im Buch Exodus:

„Der Herr sprach zu Mose: Verfertige ein Becken aus Kupfer und ein Gestell aus Kupfer für die Waschungen und stell es zwischen das Offenbarungszelt und den Altar; dann füll Wasser ein! Aaron und seine Söhne sollen darin ihre Hände und Füße waschen. Wenn sie ins Offenbarungszelt eintreten, sollen sie sich mit Wasser waschen, damit sie nicht sterben. Ebenso sollen sie es halten, wenn sie zum Altar treten, um den Dienst zu verrichten und um Feueropfer für den Herrn in Rauch aufgehen zu lassen. Sie sollen sich ihre Hände und Füße waschen, damit sie nicht sterben. Dies soll für sie ein ewiges Gesetz sein, für Aaron und seine Nachkommen von Generation zu Generation.“

Diese Vorschrift bezog sich auf den Tempel in Jerusalem. Zwischen dem Altar und dem Heiligtum standen dort quadratische Waschbecken aus Kupfer oder Messing auf Sockeln aus demselben Material. Sie waren mit Wasser gefüllt. An ihnen waren Wasserhähne angebracht, mit deren Hilfe die Priester sich das Wasser über Hände und Füße laufen lassen konnten. Auf diese Weise mussten sich die Priester Hände und Füße waschen, bevor sie ein Opfer darbringen oder den Tempel betreten durften. Mit Hilfe eines hölzernen Gerätes, das ein Priester namens Ben Katim entworfen hatte, wurde aus einer großen unterirdischen Zisterne Wasser in diese Waschbecken geleitet. Bei dem hölzernen Gerät handelte es sich wahrscheinlich um ein Wasserrad.
Nach der Zerstörung des ersten Jerusalemer Tempels (586 v. Chr.) wurden Synagogen gebaut als Ort des Gebets. Sie übernahmen eine stellvertretende Rolle für den Tempel und viele seiner rituellen Elemente.
Synagogen wurden üblicherweise mit einem Vorraum oder einer Vorhalle gebaut, so dass man nicht direkt von der Straße in den Hauptsaal trat. In dieser Vorhalle befand sich das Kijor.
Auch auf jüdischen Friedhöfen befindet sich häufig am Ausgang ein solches Waschbecken, das ebenfalls manchmal als Kijor bezeichnet wird. Die Vorstellung ist, dass die Berührung mit den Toten unrein macht und beim Verlassen des Friedhofes eine Reinigung erfolgen soll.
Im modernen Hebräisch (Ivrit) wird das Wort Kijor ohne religiöse Nebenbedeutung als Vokabel für Waschbecken benutzt.